# Stephen Yang Xiangtai

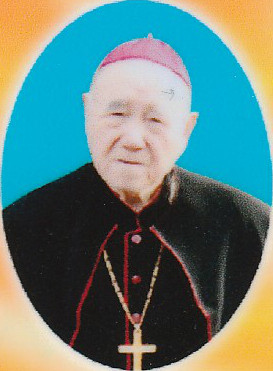
Stephen Yang Xiangtai

Bischofswappen

Stephen Yang Xiangtai (chinesisch 楊祥太; * 3. Januar 1923 in Gaocun, Henan; † 13. Oktober 2021 in Handan, Hebei) war ein chinesischer Geistlicher und römisch-katholischer Bischof von Daming.

## Leben
Stephen Yang Xiangtai besuchte ab 1935 das Knabenseminar des Bistums Weihui und studierte ab 1940 am Regionalseminar in Kaifeng. Der Erzbischof von Kaifeng, Gaetano Pollio PIME, spendete ihm am 27. August 1949 das Sakrament der Priesterweihe.
Im Jahr 1954 wurde er ein erstes Mal verhaftet, konnte jedoch seine seelsorgliche Arbeit zunächst fortsetzen. Während der sogenannten Kulturrevolution wurde er im Juli 1966 erneut festgenommen und blieb in Haft. Im Oktober 1970 wurde er zu 15 Jahren Haft verurteilt. Zur sogenannten Umerziehung durch Arbeit war er in Arbeitslagern, später in Ziegeleien und Salzwerken inhaftiert. Im Zuge der Reformen nach Mao Zedongs Tod wurde er im März 1980 freigelassen und rehabilitiert.
Im Jahr 1988 wurde er Regens des Diözesanseminars von Daming und später Generalvikar des Bistums.
Der Bischof von Daming, Peter Chen Bolu, spendete ihm am 30. November 1996 die Bischofsweihe, nachdem er von der Chinesischen Katholisch-Patriotischen Vereinigung zum Koadjutorbischof von Daming ernannt worden war. Mitkonsekratoren waren der Koadjutorbischof von Xianxian, Peter Hou Jing-wen, und der Koadjutorbischof von Jiangxian, Matthias Chen Xi-lu.
Mit dem Rücktritt Peter Chen Bolus am 17. September 1999 folgte er diesem als Bischof von Daming nach.
Im Juni 2011 spendete er trotz seiner Zugehörigkeit zur Patriotischen Vereinigung seinem bereits 2007 ernannten Koadjutor Joseph Sun Jigen im Untergrund die Bischofsweihe. Im Jahr 2015 unterstützte er Proteste im Bistum Yongjia gegen die staatlich verordnete Zerstörung von Kreuzen in der Provinz Zhejiang.
Etwa im Jahr 2016 trat er in den altersbedingten Ruhestand. Er war auch für seine liturgischen Lieder und Gedichte bekannt.
Er starb im 99. Lebensjahr im Krankenhaus in Handan in der Provinz Hebei. Die Beerdigungszeremonie fand Mitte Oktober 2021 unter strenger Kontrolle der Behörden in der Kirche Unserer Lieben Frau von Lourdes in Caozhuang statt. Mehrere Hunderte von Gläubigen wurde seitens der Behörden daran gehindert, an der Beerdigung von Bischof Stephen Yang Xiangtai teilzunehmen.